# Viscount Hall
Viscount Hall, of Cynon Valley in the County of Glamorgan, war ein erblicher britischer Adelstitel in der Peerage of the United Kingdom.

## Verleihung und Geschichte des Titels
Der Titel wurde am 28. Oktober 1946 dem Labour-Politiker George Hall verliehen, anlässlich seiner Ernennung zum Ersten Lord der Admiralität.
Der Titel erlosch beim Tod seines Sohnes William Hall, 2. Viscount Hall am 24. Juli 1985.

## Viscounts Hall (1946)
- George Hall, 1. Viscount Hall (1881–1965)
- William Hall, 2. Viscount Hall (1913–1985)